# Suze Groeneweg
Suze Groeneweg, född 1875, död 1940, var en nederländsk politiker (socialdemokrat).  Hon var den första kvinnan att väljas in i parlamentet i Nederländerna. Hon var ledamot av parlamentet 1920-1937.  